# Planumsschutzschicht
Eine Planumsschutzschicht (PSS) ist Bestandteil des Gleisoberbaus. Sie ist eine Tragschicht zwischen dem Erdplanum (oder einer evtl. vorhandenen Frostschutzschicht) und dem Schotterbett, die zum einen lastverteilend wirkt, zum anderen der seitlichen Ableitung des Oberflächenwassers dient sowie das Durchmischen von Schotter und dem Erdplanum bzw. dem Frostschutzmaterial verhindert.
Der Einbau von Planumsschutzschichten erfolgt grundsätzlich dann, wenn unterhalb des Erdplanums entweder ein nicht witterungsbeständiger Fels ansteht oder der Untergrund den geplanten Beanspruchungen des Schienenverkehrs nicht standhält. Die Planumsschutzschicht wirkt demzufolge wie ein „Schutzschild“ für das darunter liegende Planum.
Bei der Deutschen Bahn werden in der Regel Planumsschutzschichten aus einem Mineralstoffgemisch mit einer bestimmten Sieblinie (Korngemisch KG 1 oder KG 2) eingesetzt. Je nachdem, ob die Versickerung von Oberflächenwasser im Gleisbereich eingeschränkt werden soll oder zulässig ist, wird das schwach wasserdurchlässige Korngemisch KG 1 oder das wasserdurchlässige Korngemisch KG 2 verwendet.
Um Frostschäden zu vermeiden, kann auch eine zusätzliche Frostschutzschicht unter der Planumsschutzschicht eingebaut werden.